# 陈明 (1919年)
陈明（1919年—1999年） ，原名张沛，曾用名颜金麻，男，福建永春人，中华人民共和国政治人物，曾任陕西省人民政府副省长，陕西省人大常委会副主任，中华全国归国华侨联合会副主席。